# 김정완
김정완(金庭完, 1957년 11월 6일~  )은 대한민국의 기업인으로, 현재 매일유업 대표이사 회장을 맡고 있다. 

## 출신 학교
- 보성고등학교 (76년 졸)
- 경희대학교 경영학 학사(83년 졸)

## 주요 경력
- 매일유업 입사 (1986년)
- 매일유업 상무이사
- 매일유업 부사장
- 매일유업 대표이사 사장
- 매일유업 대표이사 부회장
- 매일유업 대표이사 회장